# Кулибали, Коман
Коман Кулибали (фр. Koman Coulibaly; 4 июля 1970, Бамако) — малийский футбольный судья.

## Биография
Основная специальность — финансовый инспектор, также имеет ученую степень Факультета юридических и экономических наук. Владеет бамана, английским и французским языками. Он начал свою судейскую карьеру в 1994 году в лиге округа Бамако, затем в национальной лиге. В 1999 году начал судить на международном уровне.
Он судил матчи на Кубках африканских наций: 2002 года в Мали, 2004 года в Тунисе, 2006 года в Египте, 2008 года в Гане и 2010 года в Анголе
В 2010 году являлся главным судьёй финального поединка на Кубке африканских наций. В среднем за игру показывает 3,56 жёлтой и 0,16 красной карточек, рекорд — пять жёлтых и три красных (Данные на июнь 2010 года). На чемпионате мира 2010 спорно не засчитал гол сборной США в ворота Словении.